# Torneo de Nueva York
El Torneo de Nueva York, oficialmente New York Open, es un torneo oficial de tenis de la ATP que se realiza en Nueva York, Estados Unidos. Se lleva a cabo desde 2018, y se juega sobre pistas duras, siendo de categoría ATP World Tour 250.

## Palmarés

### Individual masculino
| Año  | Campeón        | Subcampeón     | Resultado           |
| ---- | -------------- | -------------- | ------------------- |
| 2018 | Kevin Anderson | Sam Querrey    | 4-6, 6-3, 7-6(1)    |
| 2019 | Reilly Opelka  | Brayden Schnur | 6-1, 6-7(7), 7-6(7) |
| 2020 | Kyle Edmund    | Andreas Seppi  | 7-5, 6-1            |

### Dobles masculino
| Año  | Campeones                           | Subcampeones                           | Resultado        |
| ---- | ----------------------------------- | -------------------------------------- | ---------------- |
| 2018 | Max Mirnyi Philipp Oswald           | Wesley Koolhof Artem Sitak             | 6-4, 4-6, [10-6] |
| 2019 | Kevin Krawietz Andreas Mies         | Santiago González Aisam-ul-Haq Qureshi | 6-4, 7-5         |
| 2020 | Dominic Inglot Aisam-ul-Haq Qureshi | Steve Johnson Reilly Opelka            | 7-6(5), 7-6(6)   |